# گلزار (پاکستان)
گلزار (به انگلیسی: Gulzar) یک منطقهٔ مسکونی در پاکستان است که در ایالت بلوچستان واقع شده‌است. گلزار ۱٬۲۹۲ متر بالاتر از سطح دریا واقع شده‌است.